# Ditrichum validinervium
Ditrichum validinervium là một loài rêu trong họ Ditrichaceae. Loài này được Kaal. mô tả khoa học đầu tiên năm 1912.